# Nazionale maschile under 17 di calcio del Paraguay
La nazionale di calcio del Paraguay Under-17 è la rappresentativa calcistica del Paraguay composta da giocatori Under-17; è affiliata alla CONMEBOL ed è posta sotto l'egida della Asociación Paraguaya de Fútbol.

## Partecipazioni a competizioni internazionali

### Mondiali Under-17
| Anno   | Piazzamento      | G                | V                | N*               | P                | GF               | GS               |                  |
| ------ | ---------------- | ---------------- | ---------------- | ---------------- | ---------------- | ---------------- | ---------------- | ---------------- |
| 1985   | Non partecipante | Non partecipante | Non partecipante | Non partecipante | Non partecipante | Non partecipante | Non partecipante | Non partecipante |
| 1987   | Non qualificato  | Non qualificato  | Non qualificato  | Non qualificato  | Non qualificato  | Non qualificato  | Non qualificato  | Non qualificato  |
| 1989   | Non qualificato  | Non qualificato  | Non qualificato  | Non qualificato  | Non qualificato  | Non qualificato  | Non qualificato  | Non qualificato  |
| 1991   | Non qualificato  | Non qualificato  | Non qualificato  | Non qualificato  | Non qualificato  | Non qualificato  | Non qualificato  | Non qualificato  |
| 1993   | Non qualificato  | Non qualificato  | Non qualificato  | Non qualificato  | Non qualificato  | Non qualificato  | Non qualificato  | Non qualificato  |
| 1995   | Non qualificato  | Non qualificato  | Non qualificato  | Non qualificato  | Non qualificato  | Non qualificato  | Non qualificato  | Non qualificato  |
| 1997   | Non qualificato  | Non qualificato  | Non qualificato  | Non qualificato  | Non qualificato  | Non qualificato  | Non qualificato  | Non qualificato  |
| 1999   | Quarti di finale | 4                | 2                | 1                | 1                | 10               | 6                |                  |
| 2001   | Primo turno      | 3                | 2                | 0                | 1                | 5                | 6                |                  |
| 2003   | Non qualificato  | Non qualificato  | Non qualificato  | Non qualificato  | Non qualificato  | Non qualificato  | Non qualificato  | Non qualificato  |
| 2005   | Non qualificato  | Non qualificato  | Non qualificato  | Non qualificato  | Non qualificato  | Non qualificato  | Non qualificato  | Non qualificato  |
| 2007   | Non qualificato  | Non qualificato  | Non qualificato  | Non qualificato  | Non qualificato  | Non qualificato  | Non qualificato  | Non qualificato  |
| 2009   | Non qualificato  | Non qualificato  | Non qualificato  | Non qualificato  | Non qualificato  | Non qualificato  | Non qualificato  | Non qualificato  |
| 2011   | Non qualificato  | Non qualificato  | Non qualificato  | Non qualificato  | Non qualificato  | Non qualificato  | Non qualificato  | Non qualificato  |
| 2013   | Non qualificato  | Non qualificato  | Non qualificato  | Non qualificato  | Non qualificato  | Non qualificato  | Non qualificato  | Non qualificato  |
| 2015   | Primo turno      | 3                | 1                | 0                | 2                | 8                | 7                |                  |
| 2017   | Ottavi di finale | 4                | 3                | 0                | 1                | 10               | 10               |                  |
| 2019   | Quarti di finale | 5                | 3                | 1                | 1                | 13               | 7                |                  |
| 2023   | Da definire      | Da definire      | Da definire      | Da definire      | Da definire      | Da definire      | Da definire      | Da definire      |
| Totale | 5/19             | 19               | 11               | 2                | 6                | 46               | 36               |                  |

## Palmares
- Campionato sudamericano di calcio Under-17
  - 1 Secondo posto (1999)